# César Ossola

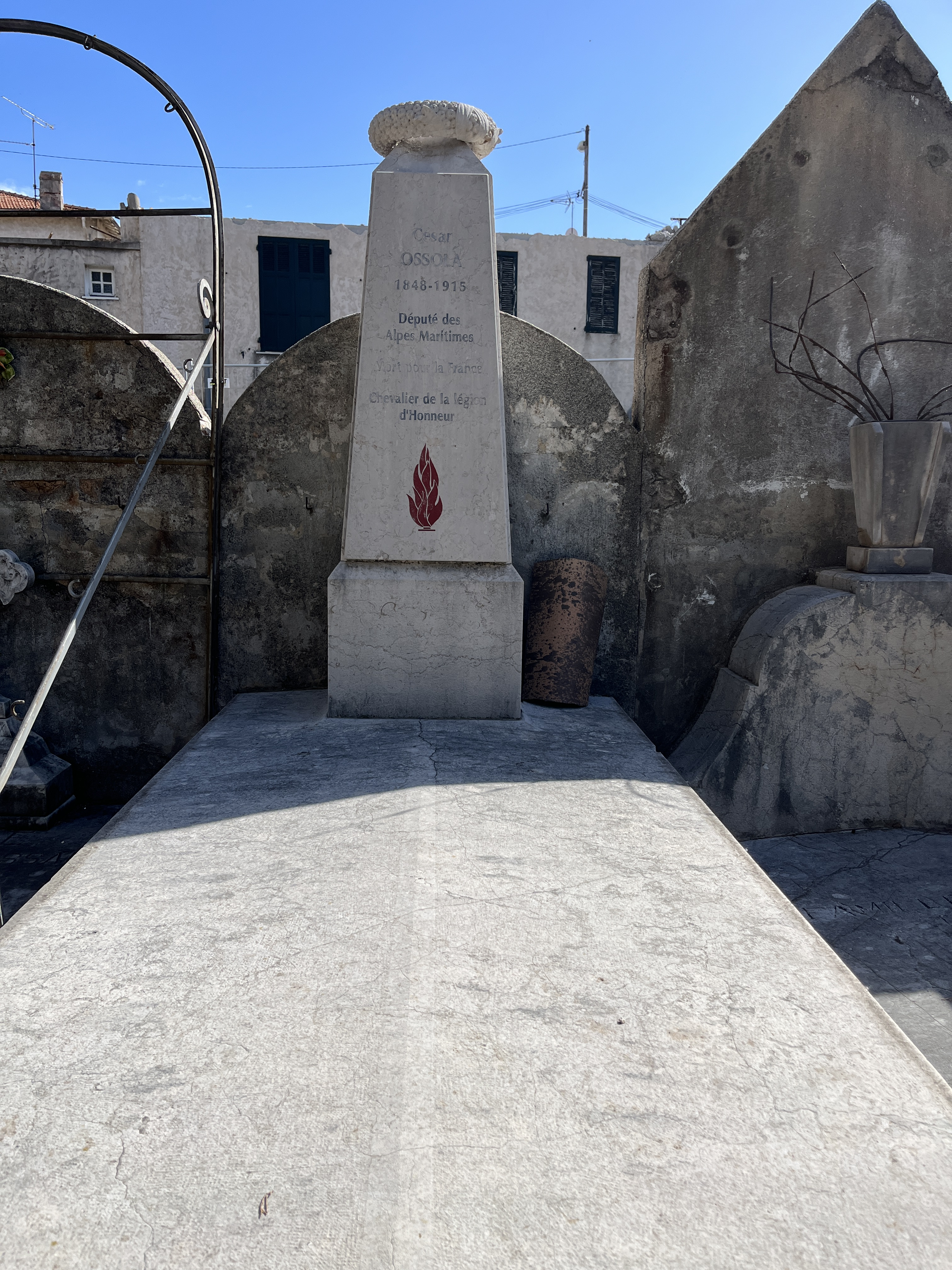
Tombe de César Ossola (cimetière Saint-Antoine à Saint-Laurent-du-Var).

Marcellin César Ossola, né le 21 septembre 1848 à Saint-Laurent-du-Var et mort le 23 mars 1915 à Nice, est un homme politique français. Il est député des Alpes-Maritimes sous la Troisième République.

## Biographie
Après des études à l'École Nationale des Arts et Métiers  d'Aix-en-Provence promotion 1865, il devient ingénieur chimiste, négociant et industriel, fabricant de parfums à Grasse. Il est élu adjoint au maire de Grasse en 1890, conseiller général de Saint-Vallier-de-Thiey en 1904 puis député de la première circonscription de Grasse en 1906 (radical-socialiste). Il est battu en 1910.
À l'Assemblée nationale, César Ossola défend l'agriculture de son département, le service militaire de deux ans, l'impôt progressif sur le revenu. Il se met au service des humbles et prône une politique sociale active en faveur des infirmes, des veuves, des handicapés. Il soutient la politique républicaine du bloc des gauches.
Bien que n'étant plus en âge de combattre en 1914, il s'engage. Le lieutenant César Ossola, adjoint du commandant du parc d'artillerie de la place de Nice, est décédé à 67 ans aux hospices de Nice, mort pour la France.
César Ossola est chevalier de la Légion d'honneur. Son nom est donné à une place de Grasse et à une avenue de Saint-Laurent-du-Var.
Son fils Jean Ossola est député des Alpes-Maritimes de 1914 à 1932.

## Mandats
- Adjoint au maire de Grasse
- Conseiller général de Saint-Vallier-de-Thiey (1904-1910) et de Cagnes-sur-Mer (1913-1915)
- Député de Grasse (1906-1910).